# Isabella van Rijndorp
Isabella Bernhardina van Rijndorp, född 1695, död 1770, var en nederländsk skådespelare och teaterdirektör. 
Hon var dotter till Jacob van Rijnsdorp (1663-1720), skådespelare och teaterregissör, och Anna de Quintana (1668-1755), skådespelare, och syster till Maria van Rijndorp och Adriana van Rijndorp. Hon gifte sig 1718 med den franska dansaren och musikern François Nivelon (död mellan 1741 och 1747). 
Hennes far ägde teatrarna i Haag och Leiden samt var ledare för det teatersällskap, "Compagnie van de Haagse en Leidse Schouwburgen", som uppträdde på dessa teatrar om vintrarna och som turnerade runt som ett kringresande teatersällskap om somrarna. Hon uppträdde som skådespelare i sin fars teatrar och ansågs enligt samtida omdöme vara en skicklig aktör. 
Efter hennes fars död 1720 övertog modern teatrarna. Hon överlät då själva teatersällskapet på sin dotter Maria och Leiden-teatern på Isabella, medan hon själv behöll driften av Haag-teatern, som hon yrde ut till teatersällskap. Isabella hyrde ut Leiden-teatern till en lång rad teatersällskap, både inhemska och utländska. Vid moderns död 1755 övertog hon dessutom driften av teatern i Haag, som hon också hyrde ut, och som hon år 1764 lät genomgå en omfattande renovering. Hon beskrivs som en framgångsrik affärskvinna och avled förmögen och lämnade verksamheten till sin dotter Anna Nivelon. 